# Ananteris platnicki
Ananteris platnicki is een schorpioenensoort uit de familie Buthidae die voorkomt in Midden-Amerika. Ananteris platnicki is circa 3 cm groot.
Ananteris platnicki werd voorheen tot C. ashmolei gerekend.
Het verspreidingsgebied van Ananteris platnicki omvat Costa Rica en Panama. In Costa Rica komt de soort voor in Limón en het zuidoosten van Puntarenas. In Panama is Ananteris platnicki te vinden in Bocas del Toro, Veraguas, Coclé en Panamá, inclusief Barro Colorado-eiland. De soort bewoont laaglandgebieden.
Ananteris platnicki leeft op de bosbodem. De soort is nachtactief en overdag houdt deze schorpioen zich schuil onder stenen, planten en boomstronken of holen in de grond.